# Колмери
Колмери (фр. Colméry) насеље је и општина у источном делу централне Француске у региону Бургоња, у департману Нијевр која припада префектури Кон Кур сир Лоар.
По подацима из 2011. године у општини је живело 331 становника, а густина насељености је износила 13,69 становника/km². Општина се простире на површини од 24,17 km². Налази се на средњој надморској висини од 210 метара (максималној 360 m, а минималној 200 m).

## Демографија
| 1962. | 1968. | 1975. | 1982. | 1990. | 1999. | 2011. |
| ----- | ----- | ----- | ----- | ----- | ----- | ----- |
| 345   | 424   | 319   | 274   | 254   | 247   | 331   |

График промене броја становника у току последњих година